# Четыреста ударов
«Четыреста ударов» (фр. Les Quatre Cents Coups) — дебютный полнометражный фильм Франсуа Трюффо, во многом автобиографический. Один из первых и ключевых фильмов французской новой волны; посвящён памяти Андре Базена. В 1959 году получил приз Каннского кинофестиваля за лучшую режиссуру, также была номинация на премию «Оскар» «За лучший оригинальный сценарий». Фильм попадает в список лучших фильмов всех времён по версии издания Sight & Sound и в 250 лучших фильмов по версии IMDb (223 место).
Рассказ о своём альтер эго Антуане Дуанеле (Ж. П. Лео) режиссёр продолжил ещё в четырёх фильмах, вышедших в 1962—1979 годах.

## Название
Французское выражение «faire les 400 coups» означает «вести себя на грани приличий, нарушать моральные нормы». В частности применительно к детским безобразиям, хулиганству. В русском языке этой идиоме примерно соответствуют выражения «ходячая катастрофа», «33 несчастья».
Выражение происходит от осады Людовиком XIII Монтобана в 1621 году, когда французский король приказал произвести по городу 400 выстрелов из пушек («400 coups de canon»), надеясь посеять ужас в рядах защищавших город протестантов.

## Сюжет
Антуан Дуанель (Жан-Пьер Лео) — трудный подросток. Он живёт в тесной квартире со своей матерью и отчимом. Учителя считают его вечным источником неприятностей и часто наказывают за каждую мелочь. В семье также не всё гладко: мать презрительно и безразлично относится к Антуану, а слабохарактерный отчим с головой погружён в работу, но более-менее доброжелателен к нему.
Антуан вместе со своим лучшим другом Рене начинают прогуливать школу, развлекаясь в парке развлечений и ходя в кинотеатры. Гуляя по улице с Рене, Антуан замечает, что его мать целуется с другим мужчиной, но не придаёт этому значения. Дома родители часто ссорятся по пустякам, а после от одноклассника Антуана узнают, что он прогуливал школу. Придя в класс, Антуан говорит учителю, что не смог прийти вчера из-за скоропостижной смерти матери, учитель верит ему. Но тем же днём в школу приходят родители и начинают скандал. Антуан решает не возвращаться домой и проводит всю ночь, гуляя по Парижу. На следующий день его всё же забирают родители. Мать пытается наладить контакт с сыном, и он начинает усердно учиться. Он пишет сочинение по Оноре де Бальзаку, но учитель обвиняет его в плагиате и ставит двойку. Антуан, боясь реакции родителей, сбегает из дому.
Он начинает жить у своего друга Рене. Через несколько дней, чтобы раздобыть денег, Антуан решает украсть печатную машинку из офиса отчима. Но продать её не удаётся, поэтому Антуан решает вернуть машинку обратно, но его ловят и отдают родителям. Ночь юноша проводит в полицейском участке. Родители принимают решение отдать его в исправительное учреждение. На приёме у психолога выясняется, что Антуан ненавидит свою мать за то, что она была беременна им ещё до замужества и хотела сделать аборт, но её отговорила бабушка. Через несколько недель мать навещает Антуана, и тот замечает, что у неё появилась новая более модная одежда. Как оказалось, после того как мальчика отправили в интернат, у них наладились дела с финансами, но что матери, что отчиму — плевать на судьбу Антуана. Через некоторое время юноша совершает побег. Он устремляется к морю, которое всегда мечтал увидеть. Фильм завершается стоп-кадром лица Антуана, полного растерянности и безнадёжности.

## В ролях
- Жан-Пьер Лео — Антуан Дуанель
- Альбер Реми — Жюльен, отчим Антуана
- Клэр Морье — Жильберта, мать Антуана
- Патрик Оффэй — Рене, друг Антуана
- Гай Декомбл — учитель французского
- Клод Монсар — следователь
- Робер Бювэ — директор школы
- Ивонн Клоди — мисс Биги
- Жорж Фламан — месье Биги, отец Рене
- Жак Моно — комиссар
- Пьер Репп — учитель английского языка
- Даниэль Кутюрье — Бетран Морисе
- Люк Андрие — учитель физкультуры
- Мариус Лаури — инспектор Кабанель
- Анри Вирлойо — ночной сторож

Эпизодически в кадре появляются такие светила «новой волны» как сам Трюффо, Жанна Моро («женщина с собакой»), Жан-Клод Бриали и Жак Деми.

## Съёмочная группа
- Режиссёр: Франсуа Трюффо
- Оператор: Анри Декаэ
- Сценарист: Марсель Мусси, Франсуа Трюффо
- Продюсер: Франсуа Трюффо
- Монтажёр: Мари-Жозеф Йойотт
- Композитор: Жан Константен
- Художник: Бернар Эвэйн

## Создание
На автобиографическом материале бывший кинокритик воскресил вольный дух кинематографа Жана Виго (1905—34); в одной из сцен прямо цитируется его короткометражка «Ноль по поведению». Режиссёр не требовал от своих юных актёров заучивать роли наизусть и поощрял импровизации. Мировое признание получила актёрская работа 14-летнего Жана-Пьера Лео, который был отобран среди других детей, претендовавших на участие в съёмках, из-за внешнего сходства с режиссёром — хотя изначально Трюффо дал своим ассистентам по кастингу указание, чтобы они искали на роль Антуана детей не старше 12 лет, он всё же согласился прослушать 14-летнего Лео и увидел в нём сходство не только с собой, но даже с самим Антуаном (Лео в тот период учился в пансионе и постоянно нарушал дисциплину).
Среди названий фильма рассматривались: «Побег Антуана», «Четыре четверга», «Маленькие рассерженные», «Школа улицы», «Бродячая жизнь», «Дети Парижа», «Маленькие бездельники», «Маленькие приятели», «Дикие лисы» и «Маленькие солдаты».
Картина была снята за 46 дней. Работа началась в ноябре и продолжалась с одним выходным в первые шесть недель и с тремя в последние две недели до конца декабря. Впоследствии режиссёр возьмёт за правило делать фильмы именно так, используя стратегию «молниеносного штурма».
Краткая сцена на сеансе у психолога ближе к концу фильма на самом деле является вырезкой из скрин-теста, перед съёмкой которого Трюффо объяснил Лео общую тему его ответов — таким образом большая часть ответов Антуана были импровизацией Лео. Во время монтажа Трюффо затемнил гамму изображения, а свой голос заменил на женский.
В своё время кинодебют Трюффо воспринимался как манифест техники «камера-перо», подразумевавшей среди прочего свободу от ограничений, налагаемых студийными павильонами и статичной кинокамерой. Камера Трюффо так и норовит выскочить за пределы кадра, она взлетает на уровень крыши и выписывает немыслимые прежде пируэты. Массу подражаний вызвал революционный для своего времени финал, когда главный герой глядит прямо в камеру и на этом кадр застывает.
Как и у большинства фильмов французской волны, в этом фильме только сцена сеанса у психолога имеет живые звук и голоса, записанные прямо во время съёмки — все остальные диалоги и звуковое сопровождение были записаны во время монтажа.

## Признание
Премьера фильма в Каннах неожиданно обернулась настоящим триумфом. Восторженные отзывы о работе молодого режиссёра оставили такие столпы мирового кино, как Карл Теодор Дрейер, Луис Бунюэль, Акира Куросава, Жан Кокто, Анри-Жорж Клузо, Сатьяджит Рай. Жан-Люк Годар в статье о фильме писал: «Суммируя, что же я хочу сказать? Да вот что: «400 ударов»—это фильм, который будет отмечен как Откровенность. Быстрота. Искусство. Новизна. Кинематограф. Оригинальность. Дерзость. Серьёзность. Трагизм. Обновление. Король Юбю. Фантастичность. Свирепость. Дружелюбие. Универсальность. Нежность».
Шум вокруг фильма обернулся отличными кассовыми сборами. «Новая волна» и её новаторский киноязык оказались в центре внимания мировой общественности. Среди прочих наград фильм «400 ударов» номинировался на «Оскар» за лучший оригинальный сценарий.
По прошествии полувека после премьеры в Каннах фильм «Четыреста ударов» по-прежнему изучается во всех киношколах и числится среди величайших фильмов о детстве.

## Продолжения
Линия жизни Антуана Дуанеля была продолжена Трюффо в кинокартинах:
- «Антуан и Колетт» (новелла киноальманаха «Любовь в 20 лет», 1962),
- «Украденные поцелуи» (1968),
- «Семейный очаг» (1970),
- «Сбежавшая любовь» (1979).